# Pioppo (araldica)
In araldica il pioppo è simbolo di coraggio, perché delle sue foglie si cinse il capo Ercole quando discese negli Inferi, per cui la faccia esterna delle foglie divenne nera per il fumo, mentre quella interna restò bianca perché aderente alla fronte. A causa del colore bianco e nero delle foglie simboleggia anche il tempo. Nell'araldica del Nord Europa compare anche il pioppo tremulo.

Pioppo araldico: la rappresentazione privilegia la forma della foglia, per identificare la pianta, rispetto all'aspetto generale dell'albero
Pioppo al naturale (Bareggio)
D'azzurro, al pioppo tremulo d'argento (Haapavesi, Finlandia)
D'argento, a tre pioppi tremuli di verde (Aspach, Francia)